# ティホン・フレンニコフ
ティホン・フレンニコフ((キリル表記文字：Ти́хон Никола́евич Хре́нников、ラテン文字転写:Tikhon Nikolayevich Khrennikov), 1913年6月10日 - 2007年8月14日）はソビエト連邦およびロシア連邦の作曲家。芸術家としての力量よりも、政治的な才覚や権勢欲によって有名になったが、交響曲とピアノ協奏曲（各3曲）や、ヴァイオリン協奏曲とチェロ協奏曲（各2曲）のほか、歌劇、オペレッタ、バレエ音楽、室内楽、機会音楽や映画音楽を残している。 

## 生涯

### 生い立ち
ロシア帝国オルロフ州イェレツ（現：ロシア連邦リペツク州）に生まれる。少年時代にピアノを学ぶ。十代でモスクワに移り、グネーシン音楽大学でミハイル・グネーシンとイェフライム・ゲルマンに1929年から1932年まで師事。その後は1932年から1936年まで、ヴィッサリオン・シェバリーンに作曲を、ゲンリフ・ネイガウスにピアノを師事。最初のピアノ協奏曲は在学中の作品であり、最初の交響曲は卒業制作であった。

### 書記長以後
1948年にアンドレイ・ジダーノフによってソ連作曲家同盟の書記長に任命された。1948年度その総会の席上でプロコフィエフとショスタコーヴィチとを名指しで「形式主義者」の烙印を押し、在任中も両者を譴責した。
『ショスタコーヴィチの証言』には、フレンニコフに関する批判的な記述がされている。また現在、フレンニコフに対する評価はすこぶる悪い。

### 雪解け以後
1960年代に演奏会場に復帰し、自作のピアノ協奏曲を演奏した。ヴァイオリニストのレオニード・コーガンやチェリストのムスティスラフ・ロストロポーヴィチ、ピアニストのエフゲニー・キーシンの協力を得て、自作の協奏曲を録音している。1980年代に入って再び精力的に作曲活動に復帰し、《交響曲 第3番》では、かつて糾弾した音列技法を用いている。1987年に東京でヴァレリー・ゲルギエフ指揮の下、ウラジミール・クライネフ、エフゲニー・キーシン、ヴァディム・レーピンをソリストにしてピアノ協奏曲第三番、ピアノ協奏曲第二番、ヴァイオリン協奏曲第一番を演奏し大成功を収めた。その後、フレンニコフの管弦楽作品の演奏は日本ではほとんどなくなってしまっている。
1994年に上梓された回顧録（ISBN 5714005635）は、ソ連時代の秘密文書が公開されているとの触れ込みであった。
2007年8月14日、心筋梗塞のためモスクワで死去。94歳没。

## 作品

### 交響曲
- 交響曲第1番 変ロ長調 作品4（1933-35）

1. Allegro
2. Adagio molto espressivo
3. Allegro molto
初演：1935年10月11日
演奏：G・セバスティアン指揮、モスクワ放送交響楽団
- 交響曲第2番　ハ短調　作品9（1940-42、改訂：1944）

1. Allegro con fuoco
2. Adagio
3. Allegro molto
4. Allegro marziale
初演：1943年1月10日
演奏：N・ゴロヴァーノフ指揮、モスクワ放送交響楽団
- 交響曲第3番　イ長調　作品22（1973）

1. Fugue: Allegro con fuoco
2. Intermezzo: Andante sostenuto
3. Finale: Allegro con fuoco
初演：1974年3月11日
演奏：E・スヴェトラーノフ指揮、ソヴィエト国立交響楽団

### 管弦楽曲
- 劇音楽『Mik』のための組曲　作品3（1934）

初演：1934年5月、モスクワ子供劇場
- 劇音楽『ドン・キホーテ』よりの組曲（翻案：M・ブルガーコフ）作品10（1941）

初演：1941年4月8日、モスクワ・ヴァフタンゴフ劇場

### 協奏曲
- ピアノ協奏曲第1番ヘ長調　作品1（1932-33）

1. Allegro
2. Andante. Allegro
3. Andante - Molto Allegro
初演：1933年6月21日
演奏：N・アノーソフ指揮、モスクワ音楽院学生オーケストラ、T・フレンニコフ（ピアノ）
- ヴァイオリン協奏曲第1番　ニ長調　作品14（1958-59）

1. Allegro con fuoco
2. Andante espressivo
3. Allegro agitato
初演：1959年10月21日
演奏：K・コンドラシン指揮、モスクワ放送響、レオニード・コーガン（ヴァイオリン）
- チェロ協奏曲第1番　ハ短調　作品16（1964）

1. Prelude: Andante (alla breve)
2. Aria: Andante espressivo
3. Sonata: Allegro con fuoco
初演：1964年10月21日、モスクワ
演奏：G・ロジェストヴェンスキー指揮、モスクワ放送響、M・ロストロポーヴィチ（チェロ）
- ピアノ協奏曲第2番　ハ長調　作品21（1972）

1. Introduction: Moderato
2. Sonata: Allegro con fuco
3. Rondo: Giocoso
初演：1972年2月8日
演奏：エフゲニー・スヴェトラーノフ指揮、ソヴィエト国立響、T・フレンニコフ（ピアノ）
- ヴァイオリン協奏曲第2番　ハ長調　作品23（1975）

1. Allegro con fuoco
2. Moderato
3. Allegro moderato con fuoco
初演：1975年2月24日
演奏：V・バルソフ指揮、ヤロスラヴリ響、レオニード・コーガン（ヴァイオリン）
- 3つの小品（ヴァイオリンと管弦楽のための）作品26の管弦楽編曲版（1983）

初演：イーゴリ・オイストラフ
- ピアノ協奏曲第3番　ハ長調　作品28(1983-84)

1. Moderato. Allegro. Andante
2. Moderato
3. Allegro molto
初演：1983年4月10日、モスクワ
演奏：エフゲニー・スヴェトラーノフ指揮、ソヴィエト国立響、T・フレンニコフ（ピアノ）
- チェロ協奏曲第2番　作品30(1986)

1. Adagio
2. Con Moto
初演：1986年4月1日、モスクワ
演奏：エフゲニー・スヴェトラーノフ指揮、ソヴィエト国立響、ミハイル・ホミツェル（チェロ）
- ピアノ協奏曲第4番（ピアノと弦楽オーケストラ、打楽器のための）　作品37(1991)

### 室内楽曲
- 3つの小品（ヴァイオリン、ピアノ）作品26
- 弦楽四重奏曲　作品33(1988)
- チェロ・ソナタ　作品34(1989)

1. Andantino maestoso
2. Andante molto espressivo
3. Allegro con fuoco
- 木管楽器のための5つの小品　作品35(1990)

### 器楽曲
- ピアノのための5つの小品　作品2（1933）
- ピアノのための3つの小品　作品5（1935）

1.肖像
2.葬送
3.舞曲
- ピアノのための5つの小品　作品38(1992)
- 6つの子供のための小品　作品42(2002)

### 声楽曲
- プーシキンの詩による3つのロマンス　作品6（1935）
- 略奪するナチは殺されるだろう（1941）
- 戦争の勝利者は我々だ（1941）
- モスクワ娘の歌（1941）
- 友情の歌（1941）
- ロバート・バーンズの詩による5つのロマンス　作品11（1942）
- 別れ（1942）
- 北には良い町がある（1942）
- 新年（1942）
- みんなは祖国のために（1942）
- ウラルから来た男は偉大な戦士だった（1942）
- ソヴィエト連邦の歌（1943）
- ソンブ・オブ・ソング（1944）
- 我が家が待っている（1944）
- モスクワの窓（1960）
- 朝の歌（1960）
- 我らの祖国ソヴィエト（1964）
- ネクラーソフの詩による3つの詩曲（1970）
- シェークスピアによる3つのソネット（No.112、55、81）　作品32(1988)
- ネクラーソフの詩による3つの無伴奏合奏詩　作品36(1990)
- I・ブーニンの詩による5つのロマンス　作品39(1992)

### バレエ
- 僕たちの庭（初めてのお手柄）全1幕　作品19（1970）

初演：1970年11月29日、ボリショイ劇場
- 愛には愛を　全2幕　作品24（1976）

初演：1976年1月30日、ボリショイ劇場
- 軽騎兵のバラード　全3幕　作品25（1978）

初演：1979年4月3日、キーロフ劇場
演奏：V・ゲルギエフ指揮、キーロフ劇場管
- ナポレオン・ボナパルト　作品40(1994)

初演：1995年10月3日、クレムリン宮殿
- 大尉の娘　作品41(1999)

初演：1999年6月4日、中央子供劇場

### オペラ
- 嵐の中へ　全4幕　作品8（1936-39、改訂：1952）

初演：1939年10月7日、ネミローヴィチ・ダンチェンコ劇場
- フロール・スコベーエフ（または親族のない義兄弟、改題: 位の低い養子）（コミック・オペラ）作品12（1945-50、改訂：1967）

初演：1950年2月24日、モスクワ・スタニスラフスキー＝ネミローヴィチ－ダンチェンコ音楽劇場
- 母　全3幕　作品13（1952-57）

初演：1957年10月26日、ボリショイ劇場
- 百人の悪魔と一人の少女（オペレッタ）　全3幕　作品15（1962-63）

初演：1963年5月16日、モスクワ・オペレッタ劇場
- 白夜（オペレッタ）　全3幕　作品17

初演：1967年11月23日、モスクワ・オペレッタ劇場
- 巨人の男の子（子供のためのオペラ）全3幕　作品18 (1968-69)

初演：1969年12月19日、国立モスクワ子供劇場
- 空騒ぎ（コミック・オペラ）　全3幕（1972-73）

初演：1973年3月11日、モスクワ室内劇場
- ドロテア（コミック・オペラ）　全2幕　作品27(1982-83)

初演：1983年5月26日、モスクワ・スタニスラフスキー＝ネミローヴィチ－ダンチェンコ音楽劇場
- 黄金の子牛（コミック・オペラ）　作品29(1984-85)

初演：1985年3月20日、 モスクワ・スタニスラフスキー＝ネミローヴィチ－ダンチェンコ音楽劇場
- 裸の王様（コミック・オペラ） 作品31(1988)

初演：1988年4月30日、マールィ劇場
- ワンダー、オー、ワンダー（ミュージカル）(2001)

初演：2001年12月8日

### 劇音楽
- 『誕生日』（1944）

初演：1945年2月11日、モスクワ赤軍中央劇場

### 映画
- 『戦いは続く』（1938）
- 『豚飼いと羊飼い』（1941）
- 『勝利の帰還』（1942）
- 『戦争の後の午後6時』（1944）
- 『列車は東へ行く』（1947）
- 『ドネツクの坑夫』（1950）
- 『金星勲章の騎士』（1951）
- 『真の友』（1953）
- 『大尉の娘』（1958）
- 『軽騎兵のバラード』（1961）
- 『同志アルセーニイ』(1964-65)
- 『合言葉はいらない』(1967)
- 『母』(1968、1926年の無声映画の劇伴として）
- 『三人』(1969)
- 『ルスランとリュドミラ』(1972)
- 『花形と扇』（A・チャイコフスキーと共作）（1973）
- 『思いついたのかい、良かったな!』(1976)
- 『ドゥエンナ』(1978)
- 『我らは時に選ばれた』(1978)
- 『南極の物語』(1979)
- 『貯金箱』(1980)
- 『空騒ぎ』（1982）
- 『愛のための愛』(1983)
- 『二人の仲間』(1999)

## 出版

### 本人著作
- 『Так это было. Тихон Хренников о времени и о себе.』（Музыка.:1994.-207c）

### 評伝
- И.Е.Шехонина『Творчество Т.Х.Хренникова』（ソヴィエト作曲家社：1991）

## その他
小惑星(4515) Khrennikovはフレンニコフの名前にちなんで命名された。